# カロリーネ・フォン・マンダーシャイト＝ブランケンハイム
カロリーネ・エンゲルベルテ・フェリーツィタス・フォン・マンダーシャイト＝ブランケンハイム（Gräfin Karoline Felicitas Engelberte von Manderscheid-Blankenheim, 1768年11月13日 - 1831年3月1日）は、リヒテンシュタイン侯アロイス1世の妻。

## 生涯
マンダーシャイト＝ブランケンハイム伯ヨハン・ヴィルヘルムとその妻のリンブルク＝シュティルム伯爵夫人ヨハンナの間に生まれた。1783年11月16日にアロイス1世と結婚したが、夫との間に子供は生まれなかった。
カロリーネはオーストリア軍の陸軍大尉フランツ・フォン・ランゲンドンク（Franz von Langendonck）と長く愛人関係にあり、2人の間には1男1女が生まれた。息子のカール・ルートヴィヒ・フォン・フリーベルト子爵（Karl Ludwig Vicomte von Fribert, 1793年 - 1868年）は、母親からモラヴィアのディヴァーク（現在のチェコ領ブジェツラフ郡ディヴァーキ）およびポレーラディッツ（ブジェツラフ郡ボレラディツェ）の所領を受け継いだほか、1813年にはエステルハージ家から妻を迎えた。
1805年にアロイス1世が死ぬと、その弟のヨハン1世・ヨーゼフがリヒテンシュタイン家を継いだ。カロリーネは26年の寡婦生活を主にウィーンで過ごし、1831年に死去した。